# Jos De Bakker
Joseph Anna „Jos” De Bakker  (ur. 27 maja 1934 w Borgerhout) – belgijski kolarz torowy i szosowy, czterokrotny medalista torowych mistrzostw świata.

## Kariera
W 1952 roku Jos De Bakker wystartował na igrzyskach olimpijskich w Helsinkach, gdzie rywalizację w wyścigu na 1 km zakończył na dziewiątej pozycji. Był to jego jedyny występ olimpijski, bowiem w 1956 roku przeszedł na zawodowstwo. Na mistrzostwach świata w Lipsku w 1960 roku zajął trzecie miejsce w sprincie indywidualnym zawodowców, ulegając jedynie Włochowi Antonio Maspesowi i Szwajcarowi Oscarowi Plattnerowi. Wynik ten Belg powtórzył jeszcze trzykrotnie: na MŚ w Zurychu (1961), MŚ w Liège (1963) oraz na MŚ w Paryżu (1964). Wielokrotnie zdobywał medale torowych mistrzostw kraju, w tym 13 złotych. Startował również w wyścigach szosowych, ale bez większych sukcesów.